# Salto de esqui nos Jogos Olímpicos de Inverno de 1932
O salto de esqui nos Jogos Olímpicos de Inverno de 1932 consistiu de um único evento masculino realizado no dia 12 de fevereiro.

## Medalhistas
| Ouro   | NOR Birger Ruud    |
| Prata  | NOR Hans Beck      |
| Bronze | NOR Kaare Wahlberg |

## Resultados
| Pos.              | Atleta                 | Pontos |
| ----------------- | ---------------------- | ------ |
| Medalha de ouro   | NOR Birger Ruud        | 228,1  |
| Medalha de prata  | NOR Hans Beck          | 227,0  |
| Medalha de bronze | NOR Kaare Wahlberg     | 219,5  |
| 4                 | SWE Sven Eriksson      | 218,9  |
| 5                 | USA Caspar Oimoen      | 216,7  |
| 6                 | SUI Fritz Kaufmann     | 215,8  |
| 7                 | NOR Sigmund Ruud       | 215,1  |
| 8                 | JPN Goro Adachi        | 210,7  |
| 9                 | SUI Cesare Chiogna     | 209,8  |
| 10                | SWE Erik Rylander      | 206,0  |
| 11                | SWE Holger Schön       | 201,8  |
| 12                | POL Bronisław Czech    | 200,7  |
| 13                | USA Peder Falstad      | 199,5  |
| 14                | ITA Ernesto Zardini    | 196,7  |
| 15                | USA John Steele        | 196,7  |
| 16                | ITA Ingenuino Dallagio | 194,9  |
| 17                | POL Stanisław Marusarz | 192,5  |
| 18                | SUI Fritz Steuri       | 192,4  |
| 19                | CAN Robert Lymburne    | 192,1  |
| 20                | CAN Jacques Landry     | 187,3  |
| 21                | TCH Antonín Bartoň     | 186,1  |
| 22                | POL Andrzej Marusarz   | 185,9  |
| 23                | TCH František Šimůnek  | 183,2  |
| 24                | TCH Ján Cífka          | 172,5  |
| 25                | AUT Harald Paumgarten  | 163,4  |
| 26                | TCH Jaroslav Feistauer | 163,0  |
| 27                | ITA Severino Menardi   | 161,6  |
| 28                | JPN Mitsutake Makita   | 134,2  |
| 29                | CAN Arnold Stone       | 114,5  |
| 30                | CAN Leslie Gagne       | 110,5  |
| 31                | JPN Yoichi Takata      | 91,1   |
| 32                | JPN Katsumi Yamada     | 70,0   |
| —                 | USA Roy Mikkelsen      | (52,0) |
| —                 | AUT Harald Bosio       | (29,0) |